# Arrozal Treinta y Tres
Arrozal Treinta y Tres est une commune d'Uruguay située dans le département de Treinta y Tres. Sa population est de 432 habitants.

## Population
| Année | Population |
| ----- | ---------- |
| 1963  | –          |
| 1975  | –          |
| 1985  | –          |
| 1996  | –          |
| 2004  | 432        |

Référence,: